# Супс
Супс (рос. Супс, адиг. ШӀупс) — селище в республіці Адигеї, піпорядковане Тахтамукайському сільському поселенню Тахтамукайського району.

## Населення
Населення селища за останні роки:
- 2002 — 49[2];
- 2010 — 70[3]:
- 2013 — 71.